# Marcos Alonso Peña
Marcos Alonso Peña (Santander, 1959. október 1. – 2023. február 9.) Európa-bajnoki ezüstérmes spanyol válogatott labdarúgó.

## Pályafutása

### Klubcsapatban
Santanderben született, Kantábriában. A Real Madrid utánpótlásában nevelkedett, felnőtt szinten azonban szülővárosa csapatában a Racing Santanderben mutatkozott be 18 évesen. 1979-ben az Atlético Madridhoz igazolt, ahol összesen három évig játszott. 1982-ben a Barcelona szerződtette, ahol első szezonjában 30 mérkőzésen lépett pályára és 6 gólt szerzett, illetve 1983-ban csapatával megnyerte a spanyol kupát, a ligakupát és a szuperkupát. 1985-ben bajnoki címet szerzett és kezdőként lépett pályára 1986-ban a bajnokcsapatok Európa-kupájának döntőjében, melyet büntetőrúgásokkal elveszítettek a Steaua Bucureștivel szemben. Alonso is kihagyta a büntetőt. 1987-ben visszatért az Atlético Madridhoz, ahol két szezont töltött, az 1989–90-es idényben pedig a Logroñés csapatát erősítette. 1991-ben a Racing Santander játékosaként vonult vissza az aktív játéktól. 

### A válogatottban
1981–1985 között 22 alkalommal szerepelt a spanyol válogatottban és 1 gólt szerzett. Egy Anglia elleni barátságos mérkőzés alkalmával mutatkozott be 1981. március 25-én. Részt vett az 1980. évi nyári olimpiai játékokon és az 1984-es Európa-bajnokságon.

## Sikerei, díjai
FC Barcelona
- Spanyol bajnok (1): 1984–85
- Spanyol kupa (3): 1982–83
- Spanyol ligakupa (1): 1982–83
- Spanyol szuperkupa (1): 1983
- Bajnokcsapatok Európa-kupája döntős (1): 1985–86

Spanyolország
- Európa-bajnoki döntős (1): 1984